# Royal Society of Medicine
La Société royale de médecine (en anglais Royal Society of Medicine, RSM) est une société savante britannique à but non lucratif dont l'objectif principal est l'enseignement médical, notamment par l'organisation de réunions et de conférences. La RSM ne doit pas être confondue avec la Royal Medical Society (RMS).

## Histoire
La société a été fondée le  22 mai 1805, sous le nom de Medical and Chirurgical Society of London (Société médicale et chirurgicale de Londres) par séparation d'avec la Medical Society of London (en) et sous l'impulsion de certains de ses membres dirigeants. La société nouvellement créée souhaitait rapprocher les diverses branches de la profession médicale et « se proposait d'encourager les discussions professionnelles, d'accueillir les contributions scientifiques et de constituer une bibliothèque » (« for the purpose of conversation on professional subjects, for the reception of communications and for the formation of a library »). Elle prend son nom actuel de Royal Society of Medicine en 1907 au moment où plusieurs sociétés indépendantes, dont la Société d'épidémiologie (Epidemiological Society, elle-même fondée en 1850, et dont John Snow était membre) fusionnent avec elle en adoptant une nouvelle charte royale.
Le siège administratif de la RSM est un immeuble de style baroque édouardien, construit en 1912 par John Belcher, sis au 1, Wimpole Street, à Londres. Il abrite l'une des plus importantes bibliothèques médicales d'Europe. La société est éditrice du Journal of the Royal Society of Medicine (en) (JRSM). Elle publie en outre un guide complet des études médicales intitulé A Career in Medicine, à l'intention des étudiants désireux d'apprendre le métier de médecin. La RSM est également propriétaire de Chandos House (en), un immeuble situé à proximité (au 2, Queen Anne Street) et conçu au XVIIIe siècle par l'architecte Robert Adam, qu'elle utilise comme lieu de réunions et de congrès.
Les personnalités scientifiques sont élues membres la Société sur proposition après une procédure de nomination et l'examen de leur dossier scientifique par une commission. Elles représentent diverses professions du domaine de la médecine, de la dentisterie, des sciences vétérinaires et d'autres métiers de la santé. La société accueille aussi des étudiants dans ces branches. Des médecins et scientifiques de haut niveau sont élus tous les ans membres correspondants (fellows) ou honoraires (honorary fellows). Les membres correspondants (fellows élus) sont l'équivalent des membres de l'Académie nationale de médecine des États-Unis.
En juillet 2014, Babulal Sethia est président de la RSM, succédant ainsi à Michael Rawlins (2012-2014), Parveen Kumar (2010-2012) et Robin C. Williamson (2008-2010). Le président élu pour le terme 2017-2020 est Simon Wessely.
La RSM se distingue d'autres sociétés royales plus anciennes comme la RMS (Royal Medical Society d'Écosse) ainsi que la Royal Society et la Society of Apothecaries of London, encore plus anciennes.

## Présidents

### Depuis 2000
- 2000-2002 : Deirdre Hine (en)
- 2002-2004 : Barry Jackson (en)
- 2004-2006 : John Lilleyman (en)
- 2006-2008 : Ilora Finlay
- 2008-2010 : Robin C. N. Williamson (en)
- 2010-2012 : Parveen Kumar (en)
- 2012-2014 : Michael Rawlins (en)
- 2014-2017 : Babulal Sethia (en)
- 2017-2020 : Simon Wessely (en)
- depuis 2020 : Roger Kirby (en)